# ديريك ووكر (لاعب كرة قدم)
ديريك ووكر (بالإنجليزية: Derek Walker)‏ هو لاعب كرة قدم بريطاني في مركز الهجوم، ولد في 3 يوليو 1966 في غلاسكو في المملكة المتحدة. لعب مع نادي سترنرير ‏.